# 다정한 입맞춤
다정한 입맞춤(Ae Fond Kiss... / Just a Kiss)은 켄 로치 감독의 2004년 로맨틱 드라마 영화이다. 원제 "Ae Fond Kiss..."라는 영화 제목은 "Ae Fond Kiss, and then we sever..."로 시작하는 로버트 번스의 스코틀랜드 노래에서 비롯하였다. 이 영화는 스코틀랜드 글래스고의 남부 지역인 폴록실즈(Pollokshields)에서 영화화되었다.

## 출연
- 기자라 아반 (Ghizala Avan)
- 아타 야굽 (Atta Yaqub)
- 로이신 한론 (Roisin Hanlon)
- 에바 버시슬 (Eva Birthistle)
- 샴하드 악탈 (Shamshad Akhtar)
- 샤바나 악탈 바크쉬 (Shabana Akhtar Bakhsh)
- 아매드 리아즈 (Ahmad Riaz)
- 샤이 람산 (Shy Ramsan)
- 제라드 켈리 (Gerard Kelly)
- 존 율 (John Yule)
- 게리 루이스 (Gary Lewis)
- 데이비드 매케이 (David McKay)
- 레이먼드 먼스 (Raymond Mearns)
- 에마 프리얼 (Emma Friel)
- 캐런 프레이저 (Karen Fraser)
- 루스 맥기에 (Ruth McGhie)
- 파더 데이비드 월리스 (Father David Wallace)

## 같이 보기
- 파키스탄계 영국인